# Liste der Kulturdenkmäler in Manderscheid (Islek)
In der Liste der Kulturdenkmäler in Manderscheid sind alle Kulturdenkmäler der rheinland-pfälzischen Ortsgemeinde Manderscheid aufgeführt. Grundlage ist die Denkmalliste des Landes Rheinland-Pfalz (Stand: 27. Juni 2022).

## Einzeldenkmäler
| Bezeichnung  | Lage                               | Baujahr | Beschreibung                                                | Bild                           |
| ------------ | ---------------------------------- | ------- | ----------------------------------------------------------- | ------------------------------ |
| Heckerkreuz  | Dorfstraße, gegenüber Nr. 8 Lage   | 1840    | Wegekreuz; nachbarockes Sockelkreuz, bezeichnet 1840        | Fotos hochladen                |
| Schwarzkreuz | westlich des Ortes an der L 9 Lage | 1748    | anspruchsvolles barockes Kruzifix, bezeichnet 1748 und 1772 | weitere Bilder Fotos hochladen |